# Martina Darmová
Martina Darmová (* 21. Juni 1990) ist eine slowakische Biathletin.
Martina Darmová startete zwischen 2006 und 2009 bei internationalen Juniorenrennen im Biathlonsport. Ihre ersten Rennen bestritt sie 2006 im Junioren-IBU-Cup. Erste internationale Meisterschaft wurden die Juniorenrennen der Sommerbiathlon-Weltmeisterschaften 2007 in Otepää, wo sie in den Crosslauf-Rennen 19. im Sprint, Achte des Massenstarts sowie Fünfte mit der Staffel wurde und auf Skirollern die Ränge 25 im Sprint und 23 in der Verfolgung kam. Bei den Biathlon-Juniorenweltmeisterschaften 2008 in Ruhpolding wurde Darmová 42. des Sprints und 50. der Verfolgung, das Einzel beendete sie nicht. 2009 kam sie erneut zu Einsätzen bei den Juniorenrennen der Sommerweltmeisterschaften. Im Crosslauf wurde sie 17. des Sprints und 20. der Verfolgung, aus Skirollern kam sie auf den 34. Platz im Sprint, startete aber nicht im Verfolger.
Es dauerte vier Jahre, bis sie zu weiteren internationalen Einsätzen kam. Bei den Sommerbiathlon-Europameisterschaften 2013 in Haanja bestritt sie ihre erste internationale Meisterschaft und wurde 20. des Sprints, 21. der Verfolgung und mit Vladimíra Točeková, Lukáš Olejár und Peter Kazár Staffel-Achte.